# دیزج لیلی‌خانی
دیزج لیلی‌خانی یکی از روستاهای استان آذربایجان شرقی است که در دهستان میدان‌چای بخش باسمنج شهرستان تبریز واقع شده‌است.این روستا ۲۹۶۵ نفر جمعیت دارد.